# Église Saint-Gorgon de Varangéville
L'église Saint-Gorgon est une église catholique de type église-halle située à Varangéville, dans le département français de Meurthe-et-Moselle en région Grand Est.

## Historique
Un prieuré a été construit à Varangéville par l'abbaye de Gorze, en 770, sur un lieu, où, selon la tradition, la procession ramenant les reliques de saint Gorgon se serait arrêtée avant de traverser la Meurthe. Une église dédiée à saint Gorgon est construite pendant l'abbatiat d'Henri (1055-1093), le bon abbé de Gorze, et aurait été consacrée par l'évêque de Toul, Odon, le 28 avril 1057.
Un doigt de saint Nicolas est ramené en Lorraine par Aubert de Varangéville, vers 1087, à la suite d'un pèlerinage à Bari. La présence de cette relique amène l'abbaye de Gorze à reconstruire l'église de pèlerinage dédiée à saint Nicolas à Port. Un prieuré est cité en 1181 et une église plus grande est consacrée en 1193. Le sire de Joinville a apporté une nef d'argent en 1254 à l'église Saint-Nicols qu'il appelle Saint-Nicolas de Varangéville. Cette église est restée dépendante de l'église de Varangéville jusqu'à la Révolution. Jusqu'en 1863, le cimetière de Saint-Nicolas-de-Port se trouvait à Varangéville.
Il y a peu de documents concernant l'église avant le XVIe siècle. Après la bataille de Nancy, en 1477, le culte de saint Nicolas va se développer à Port et amener à la reconstruction de la Grande Église Saint-Nicolas à partir de 1481. Cette construction de l'église-fille de Varangéville est terminée dans les années 1560. C'est pendant cette période qu'il est pris la décision de reconstruire l'église-mère Saint-Gorgon de Varangéville. De l'ancienne église romane de Varangéville, il subsiste l'ancienne tour-porche occidentale incluse aujourd'hui dans une propriété privée qui a servi de clocher jusqu'à la Révolution.
En l'absence de documents, les dates de la construction peuvent s'estimer à partir des armoiries se trouvant sur les clefs de voûte et le style de l'édifice. La clef de voûte du chœur pentagonal porte les armoiries du prieur Jean de Lorraine, second fils de René II de Lorraine, prieur de Varangéville et de Saint-Nicolas-de-Port entre 1508-1545. Les armoiries représente ses armoiries avec un chapeau de cardinal qu'il a reçu le 28 janvier 1518. Cette date de fin de construction du chœur était confirmée par la date de 1518 écrite sur la verrière d'axe de l'abside détruite pendant la Première Guerre mondiale. La clef de voûte de la troisième travée axiale porte la date de 1528.
La première travée du vaisseau central a été construite avec des piliers ayant un diamètre plus important que ceux des autres travées, laissant supposer qu'ils devaient supporter une haute tour qui n'a pas été construite. Cet arrêt a probablement été provoqué par le remplacement, en 1545, de Jean de Lorraine par Nicolas de Tanaguy dans la commende du prieuré. L'essentiel de l'église a été construit dans le premier tiers du XVIe siècle.
L'église comportait quatre chapelle latérales. La chapelle latérale du Saint-Sépulcre a été construite en même temps que la première travée (à partir de la façade) de l'église, entre les contreforts. Elle est voûtée en étoile, comme toute la nef. Une quatrième chapelle, qui n'existe plus, a été érigée en 1599, côté sud, par Anne Fériet, veuve en secondes noces de Messire Got, seigneur de Novéant-sur-Moselle, qui est déclarée en ruine en 1748. À l'époque de Dom Augustin Clamet, il nomme les trois chapelles latérales de l'église : chapelle des Trois-Rois, chapelle de Saint-Christophe et chapelle de Notre-Dame-de-Lorette.
En 1602, le prieuré de Varangéville a été uni à la nouvelle primatiale de Nancy après un accord entre le prieur commendataire de Varangéville, Pierre de Rozières († 16 juin 1673), et le chapitre de la primatiale. Cet accord est confirmé par une bulle du pape Clément IX et les lettres patentes du duc Charles IV de Lorraine. Les documents subsistant ensuite ne notent que les réparations urgentes. En 1760, l'architecte du roi Stanislas, C. Antoine que les vitraux ont été changés lors des réparations précédentes[pas clair]. Il demande de les déposer et de les reposer dans les trois vitraux du chœur. Il fait supprimer six fenêtres. La toiture menace alors de tomber en ruine. Il fait enlever les trois charniers placés contre les murs de l'église et les crânes placés dans ces murs.
Le toit a été réparé entre 1772 et 1774.

## Les encastrés de Varangéville

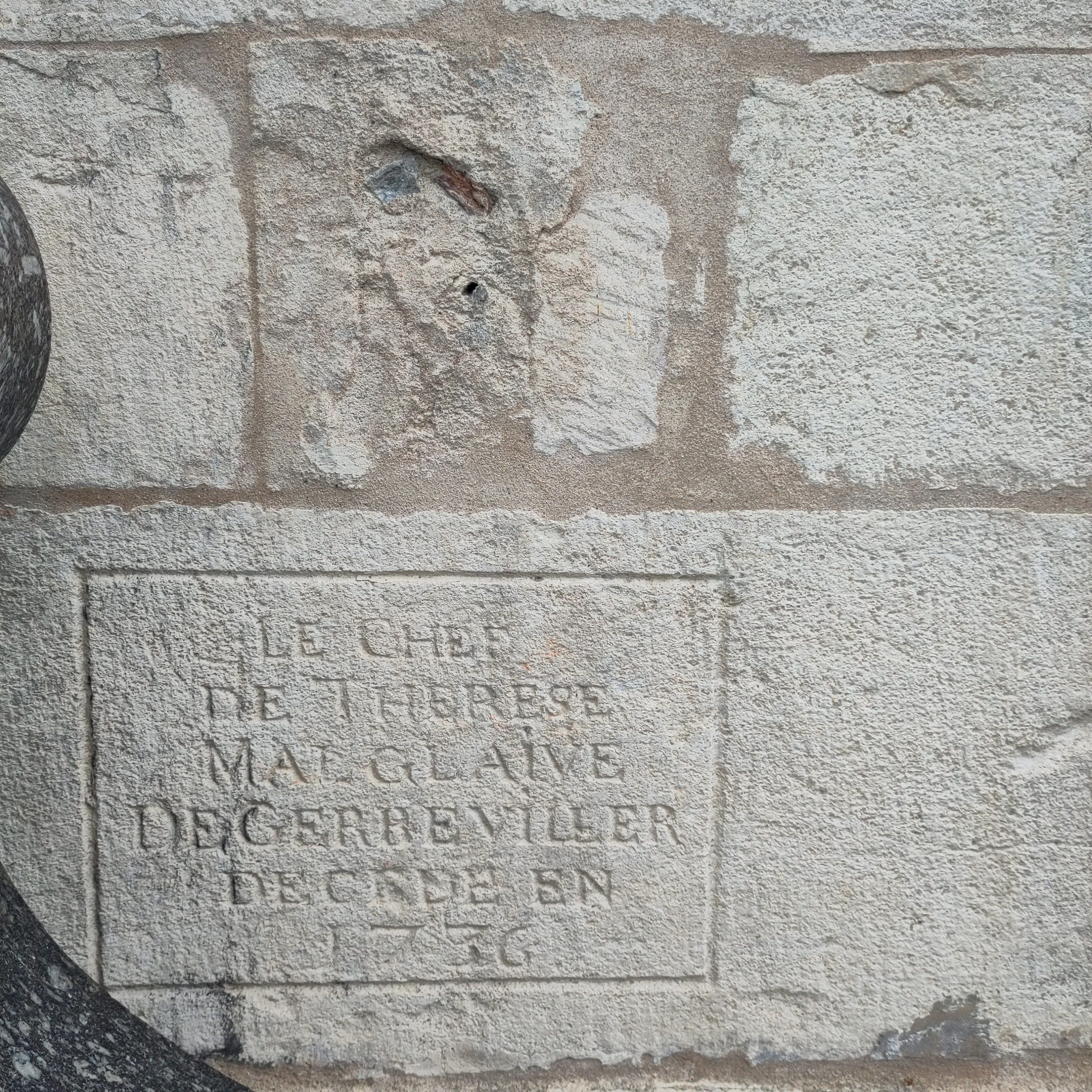
Épitaphe sous un crâne encastré

C'est sous ce titre curieux qu'Émile Badel raconte une vieille tradition selon laquelle les habitants de Saint-Nicolas-de-Port venaient se faire enterrer à Varangéville, dans son église pour les plus riches et dans le cimetière attenant pour les autres. Lorsqu'il n'y avait plus assez de place dans l'église, on déplaçait les restes dans le cimetière, sauf le crâne. Les plus bourgeois et les religieux étaient encastrés (leur crâne) sous les nefs trop basses de l'église. Cette coutume aurait perpétué la tradition orale selon laquelle Varangéville serait « la mère église de Saint-Nicolas ». Le 14 octobre 1760, l'architecte du roi passait à Varangéville pour une visite officielle. Dans son rapport il écrit : « pour prévenir la ruine totale de cette église, Il faut enlever les chefs de tous les encastrés de Saint-Nicolas et de Varangéville qui sont dans les murs et boucher tous les troux ». Tous les encastrés ont alors disparu. Subsistent toutefois quelques épitaphes sur certaines pierres  du mur Est de l'église.

## Protection
L'édifice a été classé au titre des monuments historiques le 4 juillet 1907.

## Description
L'église de Varangéville suivant le plan d'une église-halle de trois vaisseaux et huit travées. 
- Longueur de la nef : 48 m
- Largeurs des vaisseaux, nord : 6,10 m, central : 8,30 m, sud = 5,57 m

## Mobilier
Plusieurs statues ont été classées à titre d'objet : Vierge de Calvaire, Vierge de Pitié, Mise au tombeau, Vierge à l'Enfant assise accompagnée de deux anges céroféraires, trois statues provenant de l'ancien autel de Saint-Gorgon, reliquaire-monstrance de la Vraie Croix.

## Vitraux
L'église a conservé des vitraux du XVIe siècle. Les vitraux de l'abside ont été détruits en 1914, ainsi que les vitraux de Valentin Bousch. Des vitraux de l'atelier de Jacques Grüber réalisés en 1925 ont été détruits en 1940. Ils ont été remplacés par des vitraux réalisés par l'atelier Simon de Reims et Pierre Chevalley (1926-2006) en 1957, 1958

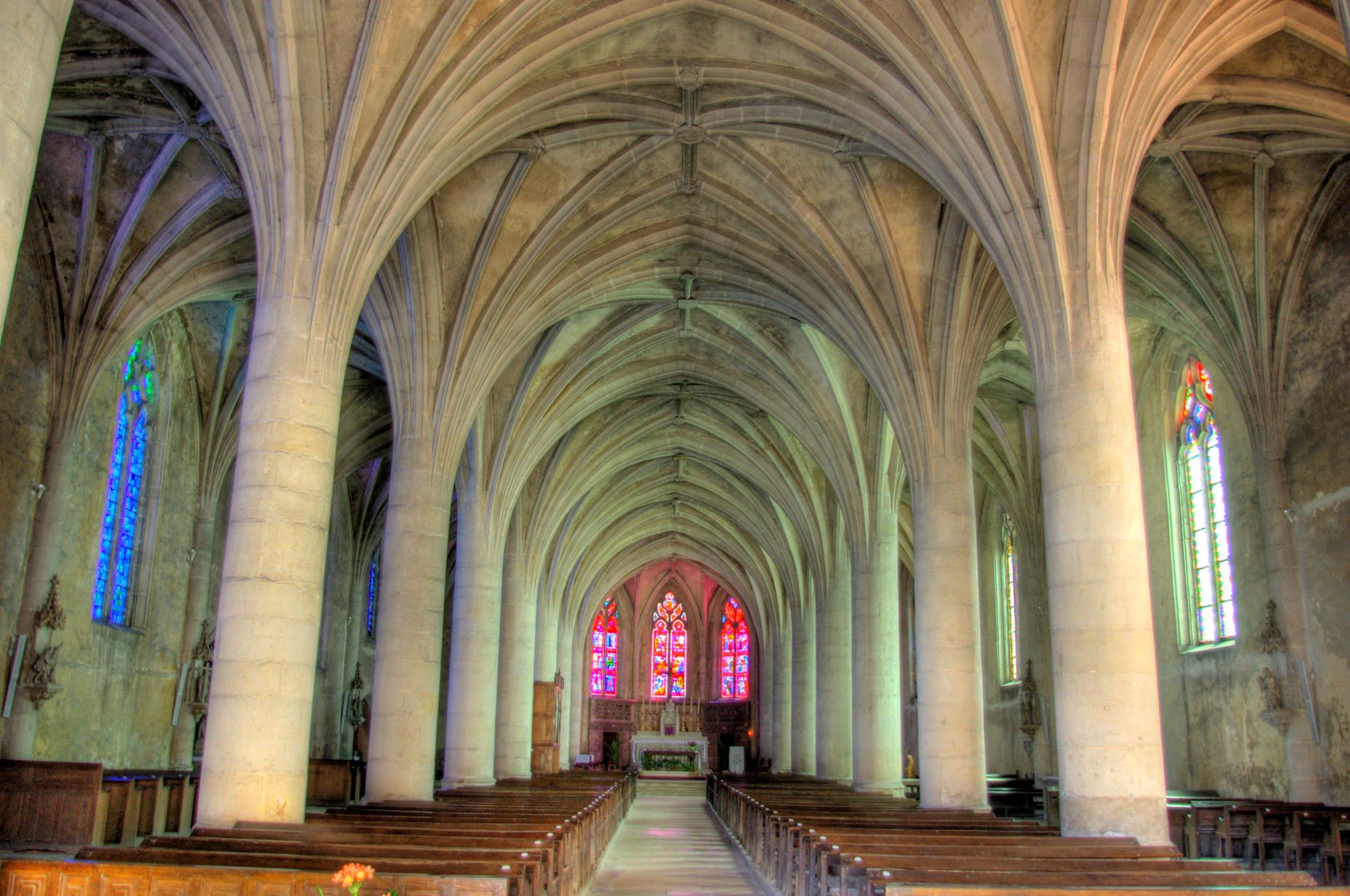
Nef de l'église
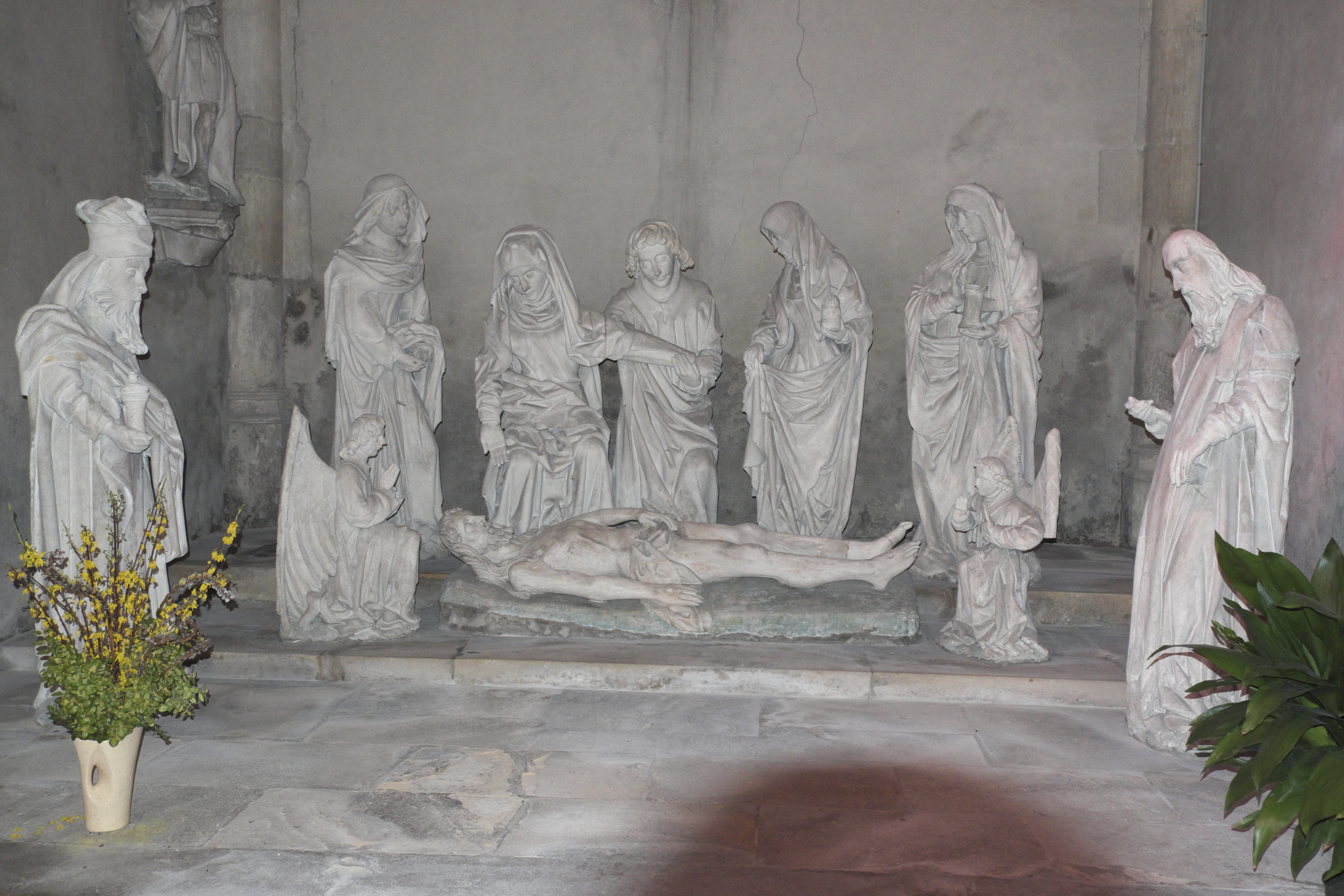
Mise au tombeau
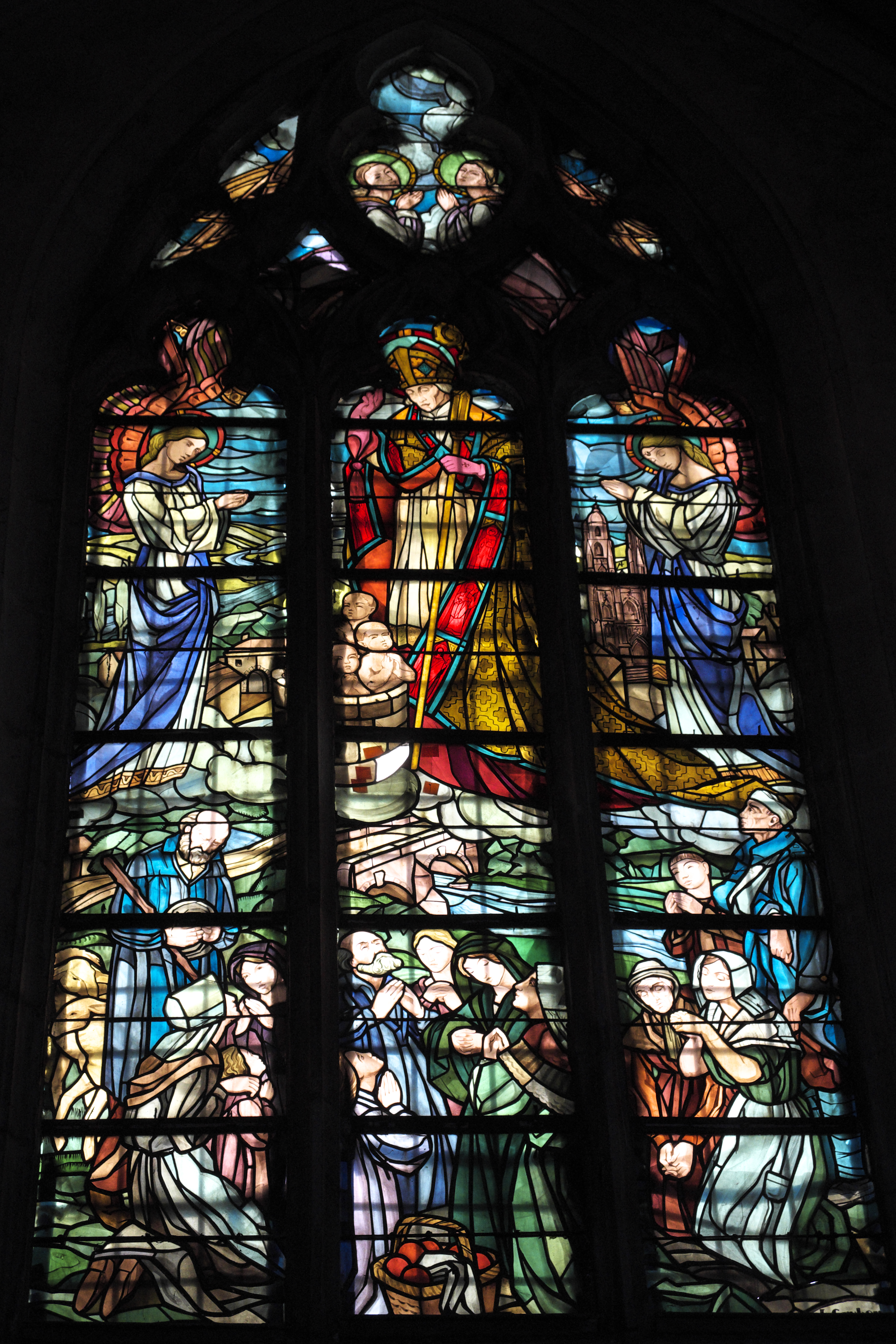
Légende de saint Nicolas de Jacques Grüber